# Glysantin

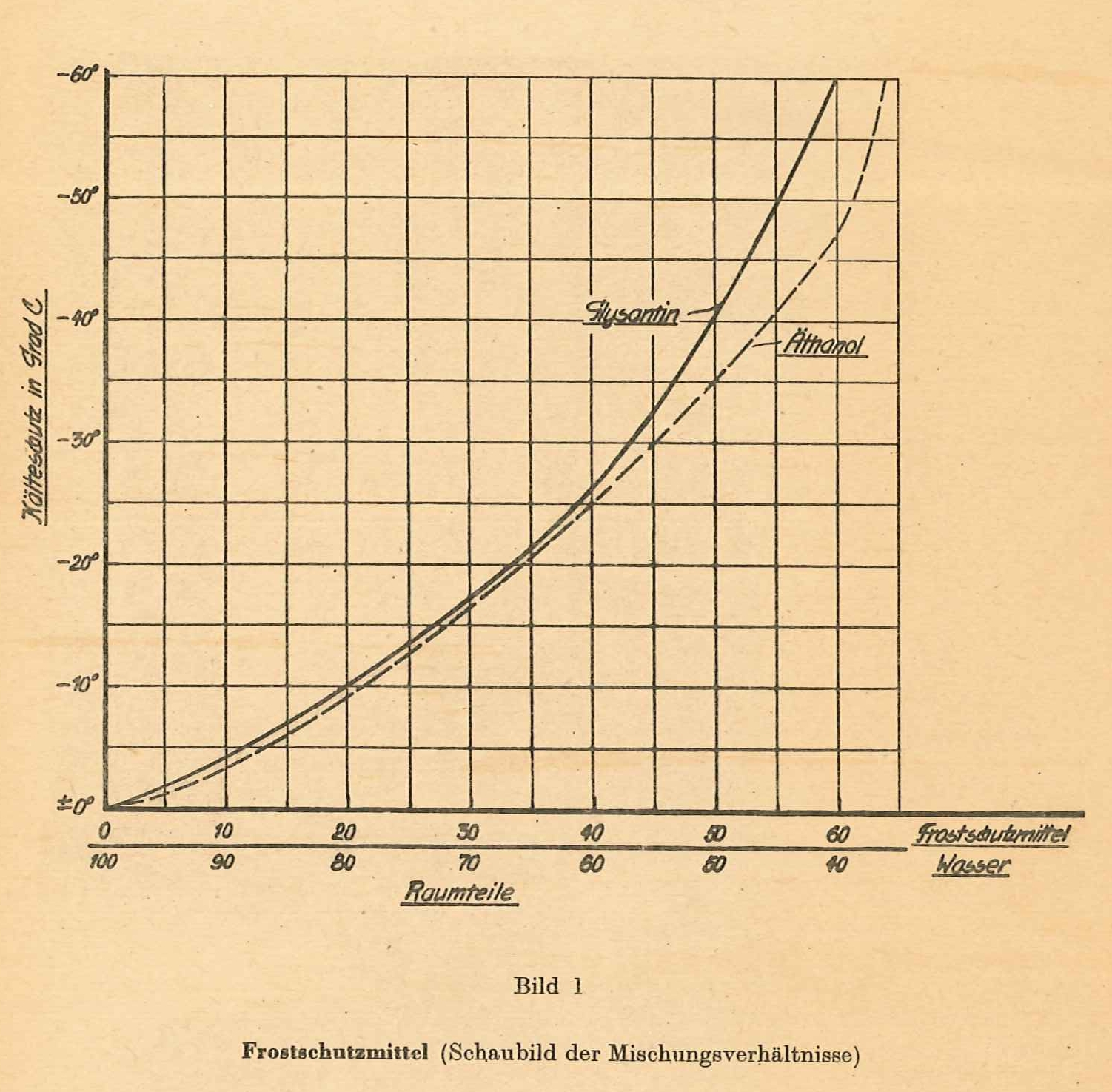
Tabel voor het verdunnen van Glysantin

Glysantin is een koelvloeistof gebaseerd op ethyleenglycol. De vloeistof heeft goede eigenschappen op het gebied van bescherming tegen corrosie, voorkomen van cavitatie en schuimvorming in de motor, en heeft daardoor de goedkeuring van veel Europese motorbouwers, zogenaamde OEM-goedkeuringen. Deze goedkeuringen geven aan dat het gebruik van het product als koelmiddel in de motor van de originele motorfabrikant in overeenstemming is met de door de fabrikant opgestelde eisen voor het gebruik van de motor.

## Geschiedenis
De ontwikkeling van Glysantin begon rond 1920. Tot die tijd werden auto's gekoeld door middel van water. In de winter moest het koelwater na iedere rit worden verwijderd om schade door ijsvorming aan de radiator te voorkomen. Als eerste antivriesmiddel werd methanol gebruikt, een vluchtige stof die voortdurend moest worden bijgevuld. Bij BASF kreeg chemicus Otto Jordan de opdracht om een antivries te ontwikkelen en hij vond een oplossing op basis van ethyleenglycol. In 1929 werd het eerste patent geregistreerd, waarna het middel onder de merknaam Glysantin op de markt werd gebracht.